# Barråsa
Barråsa är en by i Sjundeå i Finland. Byn ligger i kommunens norra del och dess grannbyar är bland andra Nyby, Herrdal, Tupala och Vejby. I byn ligger bland annat den gamla folkskolan Barråsa skola, Barråsa vattentag och Björkens torp som är ett av de äldsta torp som fortfarande står kvar i Sjundeå.